# 프레슬리 하트
프레슬리 하트(Presley Hart, 1988년 12월 1일 ~ )는 미국의 포르노 배우이다.